# Бенедикт X (антипапа)
Бенедикт X (лат. Benedictus; ?, Рим — 1074, Рим, Папська держава) — антипапа у 1058—1059 роках. Іоанн Мінцій, кардинал Веллетрі Був обраний папою у 1058 році за підтримки графа Тускулумського. Проте, частина кардиналів заявили, що вибори пройшли нечесно і супроводжувались підкупом. Гільдебранд, який на той час перебував при імператорському дворі, вирішив протидіяти Бенедикту X. Заручившись підтримкою герцога Лотаринзького, він висунув кандидатом на папу Герарда Бургундського, який прийняв ім'я Миколай II.
Синод у Сутрі змістив Бенедикта X та відлучив його від церкви. Антипапа пізніше жив у своїх родинних володіннях, проте 1060 року був ув'язнений. Помер у неволі.